# Hiroshi Mori (écrivain)
Pour les articles homonymes, voir Hiroshi Mori.
Hiroshi Mori (森博嗣, Mori Hiroshi) est un écrivain et ingénieur japonais né en 1957.

## Biographie
Hiroshi Mori est célèbre pour ses romans et nouvelles dont certains ont été adaptés en manga par Trawar Asada et Yuka Suzuki et en jeux vidéo. Il enseigna l'ingénierie de matériaux de construction à l'université de Nagoya, mais il a une grande passion pour l'écriture qui devient son second métier. Il est déjà auteur de plus de 100 romans, il collectionne les prix littéraires et est un des auteurs préférés des Japonais[réf. nécessaire]. Il crée des thrillers psychologiques où enquêtes et énigmes scientifiques tiennent une place importante. Il dessine lui-même avec un style manga.[réf. nécessaire]
Il est marié à l'illustratrice Sasaki Subaru (ja).

### Livres adaptés
En manga
Ce sont tous des one-shot mais ils font partie d'une série intitulée "Chefs-d'œuvre de Hiroshi Mori" publiée chez Soleil Manga :
- God Save the Queen
- Le Labyrinthe de Morphée
- F - the Perfect Insider
- Meurtres en chambre froide

En anime
- The Sky Crawlers, film de Mamoru Oshii, également adapté en jeu vidéo.
- F - the Perfect Insider, aussi adapté en jeu vidéo.